# Démographie de la République centrafricaine
Cet article contient des statistiques sur la démographie de la République centrafricaine.

## Caractéristiques générales
Il y a plus de 80 groupes ethniques en République centrafricaine (RCA), chacun ayant sa propre langue. Environ 50 % sont Baya-Mandjia, 40 % Banda (principalement situé dans le nord et le centre du pays), et 7 % sont M’Baka (coin sud-ouest de la RCA). Sango, la langue d’un petit groupe le long de la rivière Oubangui, est la langue nationale parlée par la majorité des Centrafricains. Seule une petite partie de la population possède plus qu’une connaissance élémentaire de Français, la langue officielle.
Environ 68 % de la population centrafricaine vit dans les zones rurales[réf. nécessaire]. Les principales zones agricoles sont autour de la Bossangoa et Bambari. Bangui, Berberati, Bangassou Bossangoa sont les centres urbains les plus densément peuplés.

## Évolution de la population

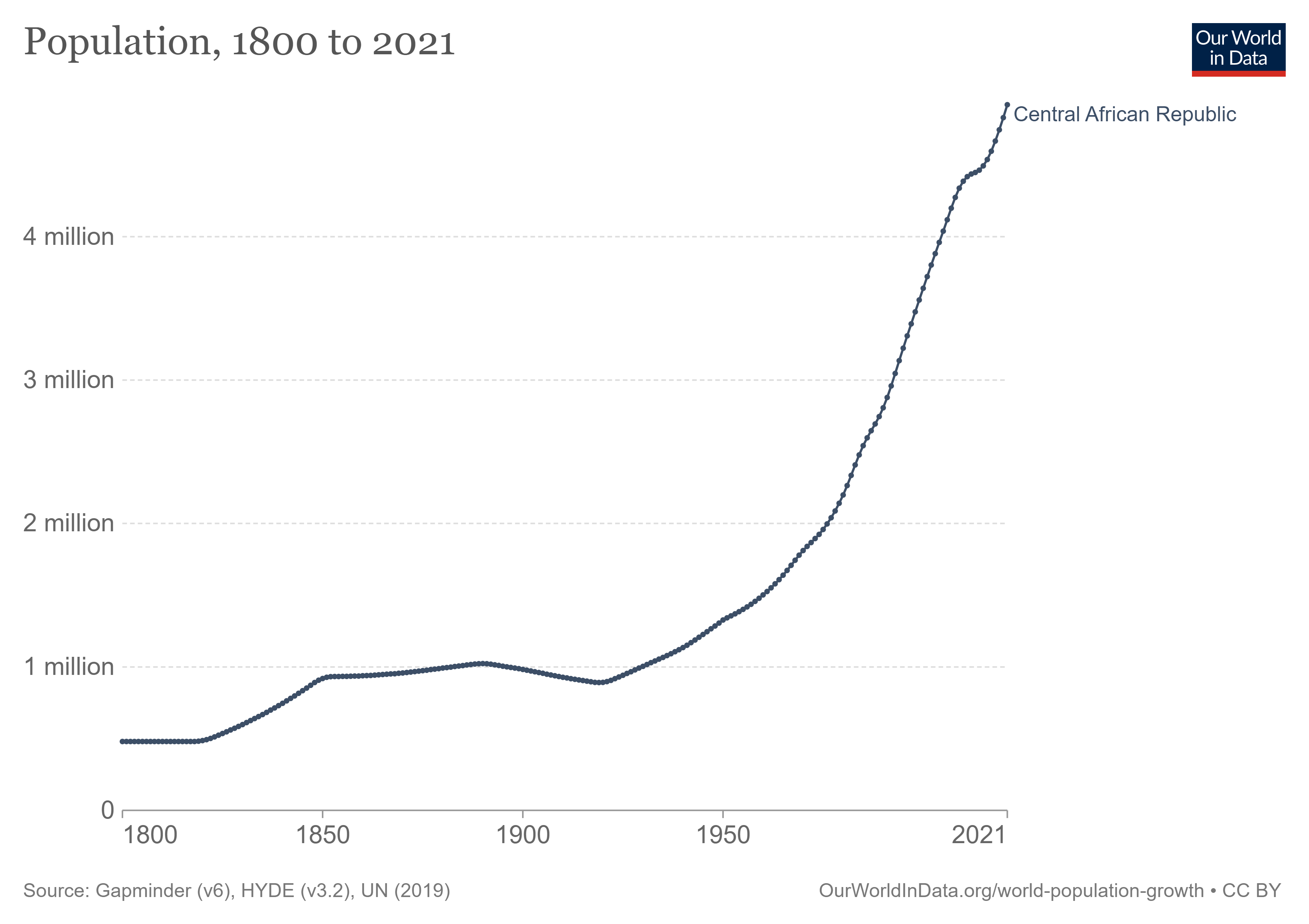
Évolution démographique (1961-2003)

## Natalité
En 2019, le taux de fécondité en République centrafricaine s'élève à 6,4 enfants par femme, en augmentation par rapport à 2010.
|               | 2010 | 2019 |
| ------------- | ---- | ---- |
| Milieu urbain | 5,1  | 4,9  |
| Milieu rural  | 7,0  | 7,3  |
| Total         | 6,2  | 6,4  |

## Sources
- (en) Cet article est partiellement ou en totalité issu de l’article de Wikipédia en anglais intitulé « Démographie de la République centrafricaine » (voir la liste des auteurs).